# Trematodon microthecius
Trematodon microthecius är en bladmossart som beskrevs av Bescherelle 1894. Trematodon microthecius ingår i släktet tranmossor, och familjen Bruchiaceae. Inga underarter finns listade i Catalogue of Life.